# Moi
|  | For den norske fodboldspiller, se Mohamed Elyounoussi |
Moi er en by der er administrationsby i Lund kommune i Rogaland fylke i Norge. Byen har 1.914 indbyggere (2012). Den største arbejdsgiver er Nordan, der er Nordeuropas største vinduesfabrik. Bjøllefabrikken producerer fåre- og kobjælder (kendt for at have leveret bjælder til Vinter-OL i Lillehammer).
Moi har også en folkehøjskole med navnet Lundheim folkehøgskole
Moi ligger ved Lundevatnet, der er en af Norges dybeste søer. E39 fører gennem Moi, og jernbanelinjen Sørlandsbanen har station i byen.

## Eksterne kilder og henvisninger
- Lund bygdemuseum og kulturbank